# Vuelo 3296 de PenAir
El vuelo 3296 de PenAir fue un vuelo de pasajeros de línea nacional programado desde el Aeropuerto Internacional Ted Stevens Anchorage en Anchorage, Alaska, hasta el Aeropuerto de Unalaska en la Isla Amaknak, en la Cadena Aleutiana, a lo largo de la costa de Alaska. El 17 de octubre de 2019, el Saab 2000 que operaba el vuelo invadió la pista después de aterrizar en el aeropuerto de destino. De los 42 pasajeros y tripulantes a bordo, un pasajero resultó herido de muerte cuando una pala de hélice penetró en el fuselaje, uno resultó gravemente herido y diez sufrieron heridas leves. El avión de 24 años sufrió daños sustanciales durante el accidente.

## Accidente

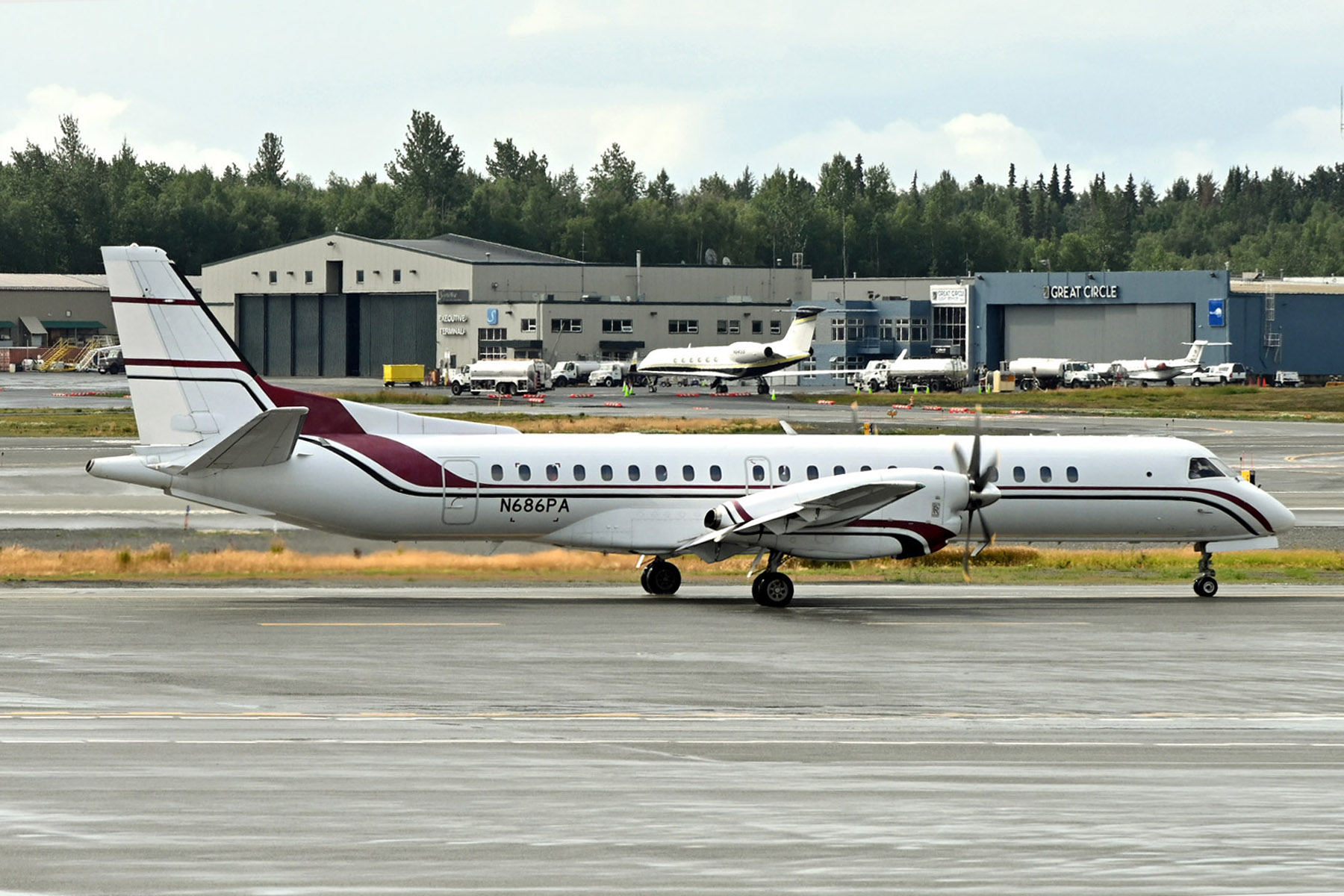
El N686PA, Saab 2000 de PenAir involucrado en el accidente, tres meses antes del accidente

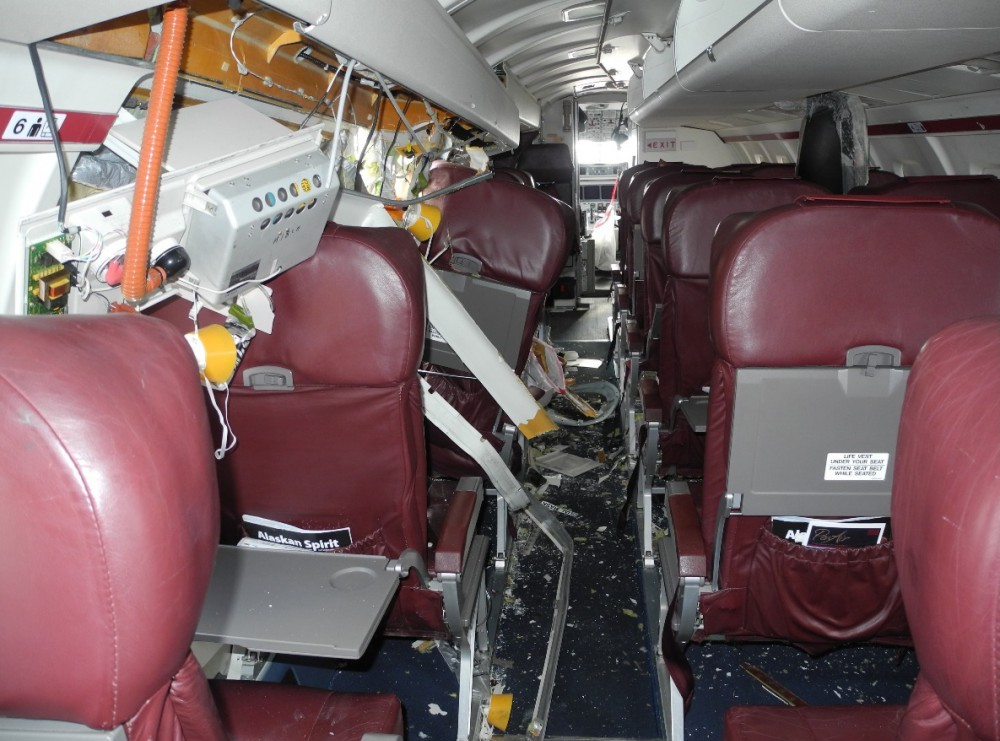
El interior dañado del avión

El día del accidente, la aeronave había partido de Anchorage a las 15:15 AST. Debía aterrizar en Unalaska dos horas y 15 minutos después. Mientras descendía hacia Unalaska, la tripulación recibió autorización para una aproximación RNAV a la pista 13, una pista de 1372 m de longitud. Cuando la aeronave se aproximaba al aeropuerto, el viento cambió de 210 grados a 8 nudos (4,1 m/s) a 180 grados a 7 nudos (3,6 m/s), aunque se comunicó que era de 270 grados a 10 nudos (5,1 m/s). La aeronave perdió estabildad al realizar la maniobra de aterrizaje y ejecutó un motor y al aire. El vuelo regresó para realizar una aproximación visual a la pista 13. La velocidad del viento aumentó y el controlador informó que los vientos eran de 300 grados a 24 nudos (12 m/s).
La tripulación decidió continuar con el aterrizaje y aterrizó a las 17:40 horas. La aeronave aterrizó por la pista aplicando el empuje inverso de los motores y el frenado de las ruedas, cuando el avión rodaba a 150 km/h. Ante el exceso de velocidad, los pilotos dirigieron la aeronave hacia la derecha para evitar caer al agua al final de la pista. El frenado en la pista falló y la aeronave atravesó el césped y luego rompió una valla perimetral de cadenas y cruzó una zanja. La aeronave chocó contra una gran roca, cruzó una vía pública y finalmente se detuvo a la orilla de un pequeño lago. El ala de babor golpeó un poste de señales de 1,2 a 1,5 metros, lo que hizo que la hélice de babor (izquierda) se rompiera, lanzando grandes piezas de la pala de la hélice al fuselaje. Una de las cuchillas se encontró dentro de la cabina. Dos pasajeros resultaron gravemente heridos y otros 10 tuvieron que recibir atención médica.

## Investigación
El día del accidente, la Junta Nacional de Seguridad en el Transporte, (NTSB) inició una investigación.

### Informe
Dos años después, el 2 de noviembre de 2021, se publicó el informe final, que concluía que el accidente había sido causado por «el cableado incorrecto del fabricante del tren de aterrizaje de los arneses del transductor de velocidad de la rueda en el tren de aterrizaje principal izquierdo durante la revisión». También se consideraron causas  relevantes el diseño de los arneses de cables de Saab; y la autorización de la Administración Federal de Aviación, (FAA), del aeropuerto de Unalaska para operar el Saab 2000 sin tener en cuenta, primero, el área de seguridad de la pista, y además, la decisión de la tripulación de vuelo de aterrizar con un viento de cola que excedía los límites del Saab (que la NTSB determinó como inapropiados).

## Dramatización
Este accidente fue presentado en la vigesimocuarta temporada de la serie de televisión canadiense Mayday: catastrofes aéreas, en el episodio «Desastre en Dutch Harbor».